# 百岁酒
百岁酒是韩国一种由糯米和12种中药酿造的酒精饮料。高丽参是百岁酒最主要的中药。除此之外，还有甘草、五味子、枸杞、黄芪、姜、桂皮等。据说喝百岁酒可以活到100岁，故名“百岁酒”。